# 埼玉県道272号東大久保ふじみ野線

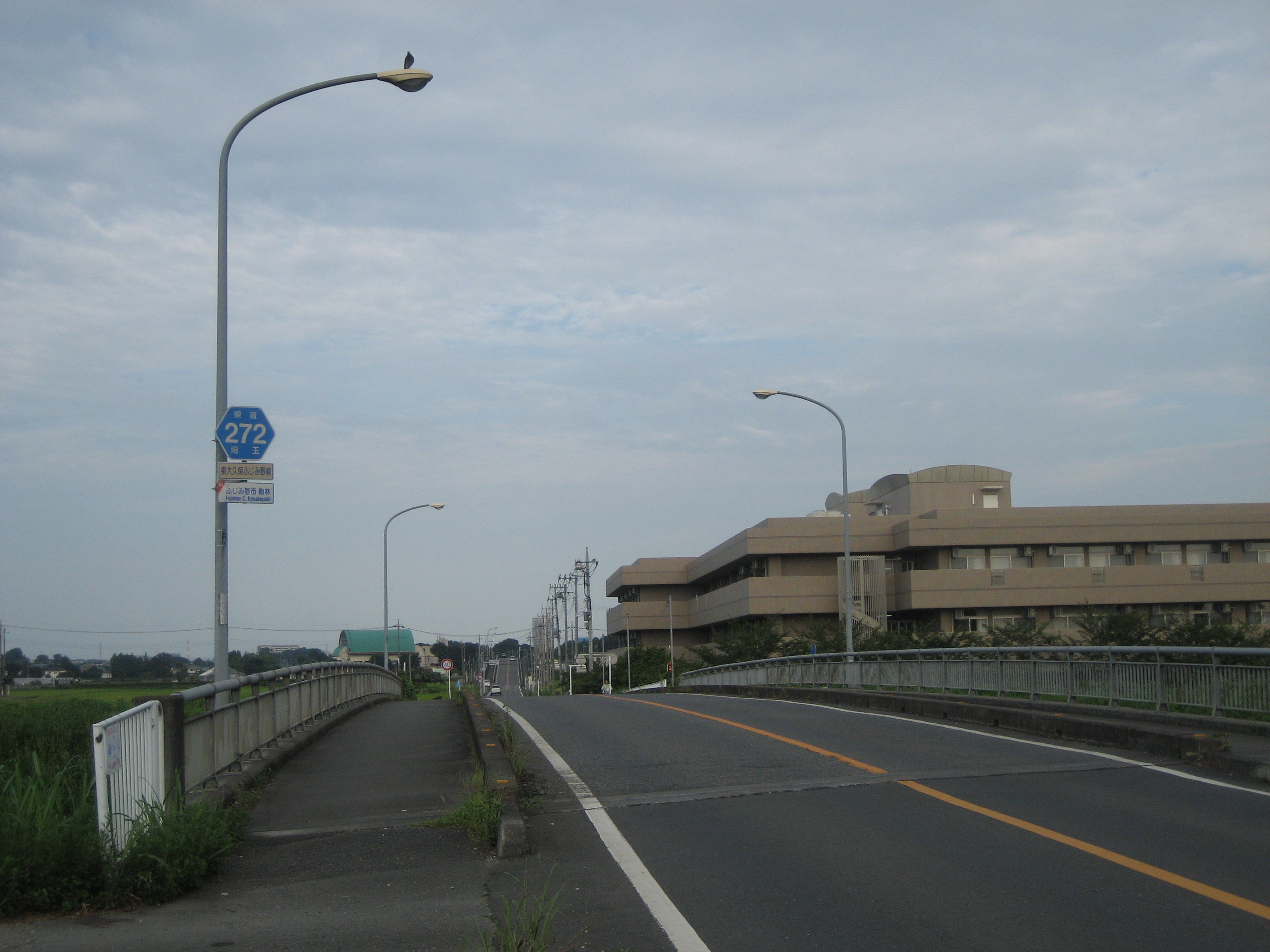
富士見市内

埼玉県道272号東大久保ふじみ野線（さいたまけんどう272ごう ひがしおおくぼふじみのせん）は、埼玉県富士見市から埼玉県ふじみ野市に至る県道である。

## 歴史
- 2007年4月1日 埼玉県道272号東大久保大井線から埼玉県道272号東大久保ふじみ野線へ変更。

## 起点・終点
- 起点：埼玉県富士見市大字東大久保（埼玉県道113号川越新座線交点）
- 終点：埼玉県ふじみ野市東久保一丁目「亀久保小学校入口交差点」（国道254号交点）

## 通過する自治体
- 埼玉県
  - 富士見市
  - ふじみ野市

## 交差する道路
- 埼玉県道113号川越新座線（起点）
- 国道254号富士見川越バイパス※立体交差（ふじみ野市駒林）
- 国道254号（終点）

## 沿道施設等
- 埼玉県立福岡高等学校
- ふじみ野市運動公園
- エコパ（ふじみ野・三芳町環境センター余熱利用施設）
- ふじみ野市立駒林体育館
- ふじみ野市立さぎの森小学校
- ふじみ野市立駒西小学校
- ヤオコー上福岡駒林店
- ふじみ野市立亀久保小学校

## 備考
- ふじみ野市駒西地区では東武東上線と交差しており、踏切がある。しかし、付近には立体交差化されている市道があるためか、渋滞は少なめである。
- かつては、中央線はあるものの幅員の狭い道であったが、東武東上線以東についてはここ数年で歩道付の広い道へと徐々に整備されており、現在は駒林地区の区画整理事業に合わせて踏切付近まで拡幅が進められている。